# Chad Mendes
Chad Edward Mendes (Hanford, California; 1 de mayo de 1985) es un artista marcial mixto estadounidense que compitió en la categoría de peso pluma en Ultimate Fighting Championship.

## Carrera en lucha libre

### Escuela de secundaria
Luchó para la High School Hanford, donde terminó octavo en el estado de California como un estudiante de segundo año en 103 libras en el 2001. Se colocó quinto como junior en las 112 libras en 2002 y tercero en su último año en 119 libras en 2003. Mendes también fue un cadete del All-American.

## Carrera en artes marciales mixtas

### Ultimate Fighting Championship
El 28 de octubre de 2010, World Extreme Cagefighting se fusionó con el Ultimate Fighting Championship. Como parte de la fusión, todos los combatientes de WEC fueron trasladados a la UFC.
Mendes hizo su debut en UFC contra el regreso del veterano Michihiro Omigawa el 5 de febrero de 2011 en UFC 126. Mendes ganó la pelea por decisión unánime.
En su segundo combate, Mendes se enfrentó a Rani Yahya el 6 de agosto de 2011 en UFC 133. Mendes ganó la pelea por decisión unánime.
Mendes se enfrentó al campeón de peso pluma de UFC José Aldo en UFC 142 el 14 de enero de 2012. Mendes perdió la pelea por nocaut en la primera ronda.
El 7 de julio de 2012, Mendes se enfrentó a Cody McKenzie en UFC 148. Mendes ganó la pelea por nocaut técnico en la primera ronda.
Se esperaba que Mendes se enfrentara a Hacran Dias el 15 de diciembre de 2012 en UFC on FX 6. Sin embargo, apenas unos días antes del evento, Dias se retiró de la pelea alegando una lesión en el hombro y fue reemplazado por el recién llegado Yaotzin Meza. Mendes ganó la pelea por nocaut en la primera ronda.
Se esperaba que Mendes se enfrentara a Clay Guida el 20 de abril de 2013 en UFC on Fox 7. Sin embargo, se reveló el 15 de marzo que Guida se había retirado de la pelea alegando una lesión y fue reemplazado por Darren Elkins. Mendes ganó la pelea por nocaut técnico en la primera ronda.
Mendes se enfrentó a Clay Guida el 31 de agosto de 2013 en UFC 164. Mendes ganó la pelea por nocaut técnico en la tercera ronda. Tras su actuación, Mendes logró ganar el premio al KO de la Noche.
Mendes se enfrentó a Nik Lentz el 14 de diciembre de 2013 en UFC on Fox 9. Mendes ganó la pelea por decisión unánime.
El 25 de octubre de 2014, Mendes se enfrentó a José Aldo en su revancha por el campeonato de peso pluma en UFC 179. Mendes perdió la pelea por decisión unánime. Tras el evento, ambos peleadores ganaron el premio a la Pelea de la Noche.
El 4 de abril de 2015, Mendes se enfrentó a Ricardo Lamas en UFC Fight Night 63. Mendes ganó la pelea por nocaut técnico en la primera ronda, ganando así el premio a la Actuación de la Noche.
Mendes se enfrentó a Conor McGregor el 11 de julio de 2015 en UFC 189 por el campeonato interino de peso pluma. Mendes perdió la pelea por nocaut técnico en la segunda ronda.
Mendes se enfrentó a Frankie Edgar el 11 de diciembre de 2015 en The Ultimate Fighter 22 Finale. Mendes perdió la pelea por nocaut en la primera ronda.
El 10 de junio de 2016, la UFC anunció de una infracción de la política de antidopaje de Mendes tras un test realizado por la USADA fuera de competición. El 20 de julio, USADA anunció que Mendes dio positivo por GHRP-6 y que es suspendido por 2 años, sin poder volver a pelear hasta el 10 de junio de 2018.
Después de regresar de su suspensión tras dos años y medio alejado del octágono, Mendes se enfrentó Myles Jury el 14 de julio de 2018 en UFC Fight Night 133. Ganó la pelea por TKO en la primera ronda. Tras el combate, recibió el premio a la Actuación de la Noche.
Mendes se enfrentó a Alexander Volkanovski el 29 de diciembre de 2018 en UFC 232. Perdió la pelea por nocaut técnico en la segunda ronda. Tras la pelea, recibió el premio a la Pelea de la Noche. Tras la derrota, Mendes anunció su retiro del deporte.

## Vida personal
Mendes es ascendencia portuguesa, italiana, puerto riqueña, irlandesa, y nativo americana.

## Campeonatos y logros
- Ultimate Fighting Championship
  - KO de la Noche (una vez)
  - Pelea de la Noche (dos veces)
  - Actuación de la Noche (dos veces)

### Lucha colegial
- National Collegiate Athletic Association
  - NCAA División I All-American (2006, 2008)
  - Pacific-10 Conference Campeonato (2006, 2008)
  - Pacific-10 Conference Luchador del Año (2008)
  - NCAA División I 125 lb - 6º en Cal Poly (2006)[26]
  - NCAA División I 141 lb - Subcampeón en Cal Poly (2008)[26]

## Registro en artes marciales mixtas
| Resultado | Registro | Oponente              | Método                      | Evento                                 | Fecha                    | Asalto | Tiempo | Localización               | Notas                                                                            |
| --------- | -------- | --------------------- | --------------------------- | -------------------------------------- | ------------------------ | ------ | ------ | -------------------------- | -------------------------------------------------------------------------------- |
| Derrota   | 18–5     | Alexander Volkanovski | TKO (golpes)                | UFC 232                                | 29 de diciembre de 2018  | 2      | 4:14   | Inglewood, California      | Pelea de la Noche.                                                               |
| Victoria  | 18–4     | Myles Jury            | TKO (golpes)                | UFC Fight Night: dos Santos vs. Ivanov | 14 de julio de 2018      | 1      | 2:52   | Boise, Idaho               | Actuación de la Noche.                                                           |
| Derrota   | 17–4     | Frankie Edgar         | KO (golpe)                  | The Ultimate Fighter 22 Finale         | 11 de diciembre de 2015  | 1      | 2:28   | Las Vegas, Nevada          |                                                                                  |
| Derrota   | 17–3     | Conor McGregor        | TKO (golpes)                | UFC 189                                | 11 de julio de 2015      | 2      | 4:57   | Las Vegas, Nevada          | Por el Campeonato Interino de Peso Pluma de UFC.                                 |
| Victoria  | 17–2     | Ricardo Lamas         | TKO (golpes)                | UFC Fight Night: Mendes vs. Lamas      | 4 de abril de 2015       | 1      | 2:45   | Fairfax, Virginia          | Actuación de la Noche.                                                           |
| Derrota   | 16–2     | José Aldo             | Decisión (unánime)          | UFC 179                                | 25 de octubre de 2014    | 5      | 5:00   | Río de Janeiro             | Por el Campeonato de Peso Pluma de UFC; Pelea de la Noche; Pelea del Año (2014). |
| Victoria  | 16–1     | Nik Lentz             | Decisión (unánime)          | UFC on Fox: Johnson vs. Benavidez 2    | 14 de diciembre de 2013  | 3      | 5:00   | Sacramento, California     |                                                                                  |
| Victoria  | 15–1     | Clay Guida            | TKO (golpes)                | UFC 164                                | 31 de agosto de 2013     | 3      | 0:30   | Milwaukee, Wisconsin       | KO de la Noche.                                                                  |
| Victoria  | 14–1     | Darren Elkins         | TKO (golpes)                | UFC on Fox: Henderson vs. Melendez     | 20 de abril de 2013      | 1      | 1:08   | San José, California       |                                                                                  |
| Victoria  | 13–1     | Yaotzin Meza          | KO (golpes)                 | UFC on FX: Sotiropoulos vs. Pearson    | 15 de diciembre de 2012  | 1      | 1:55   | Gold Coast                 |                                                                                  |
| Victoria  | 12–1     | Cody McKenzie         | TKO (golpe al cuerpo)       | UFC 148                                | 7 de julio de 2012       | 1      | 0:31   | Las Vegas, Nevada          |                                                                                  |
| Derrota   | 11–1     | José Aldo             | KO (rodillazo y golpes)     | UFC 142                                | 14 de enero de 2012      | 1      | 4:59   | Río de Janeiro             | Por el Campeonato de Peso Pluma de UFC.                                          |
| Victoria  | 11–0     | Rani Yahya            | Decisión (unánime)          | UFC 133                                | 6 de agosto de 2011      | 3      | 5:00   | Philadelphia, Pennsylvania |                                                                                  |
| Victoria  | 10–0     | Michihiro Omigawa     | Decisión (unánime)          | UFC 126                                | 5 de febrero de 2011     | 3      | 5:00   | Las Vegas, Nevada          |                                                                                  |
| Victoria  | 9–0      | Javier Vázquez        | Decisión (unánime)          | WEC 52                                 | 11 de noviembre de 2010  | 3      | 5:00   | Las Vegas, Nevada          |                                                                                  |
| Victoria  | 8–0      | Cub Swanson           | Decisión (unánime)          | WEC 50                                 | 18 de agosto de 2010     | 3      | 5:00   | Las Vegas, Nevada          |                                                                                  |
| Victoria  | 7–0      | Anthony Morrison      | Sumisión (guillotine choke) | WEC 48                                 | 24 de abril de 2010      | 1      | 2:13   | Sacramento, California     |                                                                                  |
| Victoria  | 6–0      | Erik Koch             | Decisión (unánime)          | WEC 47                                 | 6 de marzo de 2010       | 3      | 5:00   | Columbus, Ohio             |                                                                                  |
| Victoria  | 5–0      | Mike Joy              | Decisión (unánime)          | Tachi Palace Fights 1                  | 8 de octubre de 2009     | 3      | 5:00   | Lemoore, California        |                                                                                  |
| Victoria  | 4–0      | Steven Siler          | KO (golpes)                 | Tachi Palace Fights                    | 16 de julio de 2009      | 1      | 0:44   | Lemoore, California        |                                                                                  |
| Victoria  | 3–0      | Art Arciniega         | Decisión (unánime)          | Palace FC                              | 23 de abril de 2009      | 3      | 3:00   | Lemoore, California        |                                                                                  |
| Victoria  | 2–0      | Leland Gridley        | TKO (golpes)                | Palace FC                              | 6 de febrero de 2009     | 2      | 1:58   | Lemoore, California        |                                                                                  |
| Victoria  | 1–0      | Giovanni Encarnación  | Sumisión (rear-naked choke) | Palace FC 10                           | 26 de septiembre de 2008 | 1      | 2:06   | Lemoore, California        |                                                                                  |

## Peleas en Pay-per-view
| N.º            | Evento         | Pelea               | Fecha                 | Sede                    | Ciudad                           | Compras de PPV |
| -------------- | -------------- | ------------------- | --------------------- | ----------------------- | -------------------------------- | -------------- |
| 1.             | UFC 142        | Aldo vs. Mendes     | 14 de enero de 2012   | Jeunesse Arena          | Rio de Janeiro, Brazil           | 235.000        |
| 2.             | UFC 179        | Aldo vs. Mendes 2   | 25 de octubre de 2014 | Pepsi Center            | Ginásio do Maracanãzinho, Brazil | 180.000        |
| 3.             | UFC 189        | Mendes vs. Mcgregor | 11 de julio de 2015   | MGM Grand Garden Arena, | Las Vegas, Nevada Estados Unidos | 825.000        |
| Ventas totales | Ventas totales | Ventas totales      | Ventas totales        | Ventas totales          | Ventas totales                   | 1.240.000      |

## Infracciones de dopaje y suspensión
El 10 de junio de 2016, la UFC anunció que Mendes había sido informado de una posible infracción de dopaje derivada de una prueba fuera de competición realizada por la USADA .
Mendes respondió: "No hice mi tarea y eso fue un gran error. Soy dueño y voy a pagar por ello". 
Afirma que la causa fue una crema tópica utilizada para tratar su psoriasis; sin embargo, el 20 de julio de 2016, USADA informó que Mendes dio positivo por GHRP-6 , un estimulador de liberación de la hormona del crecimiento , y suspendió a Mendes por 2 años. 
No fue elegible para competir nuevamente hasta el 10 de junio de 2018. 

## Carrera en boxeo a puño limpio
El 4 de agosto de 2021, Mendes anunció que fue liberado de su contrato con UFC por solicitud propia y firmó un contrato de múltiples peleas con Bare Knuckle Fighting Championship .Sin embargo, más tarde reiteró que todavía estaba bajo contrato con el UFC, pero se le dio la exención para competir en bare-knuckle.
Inicialmente se esperaba que hiciera su debut en un evento de BKFC el 22 de octubre de 2021, pero eso se pospuso en dos ocasiones.
Debutó el 19 de febrero de 2022 en KnuckleMania 2 derrotando a Joshuah Alvarez por nocaut técnico. 

El 29 de abril de 2023, Mendes se enfrentó a Eddie Alvarez en BKFC 41 y perdió por decisión dividida. Anunció su retiro de los deportes de combate después de la pelea.

## Record en boxeo a puño limpio
| Record Profesional | Record Profesional | Record Profesional |
| 2 peleas           | 1 Victorias        | 1 Derrotas         |
| Nocaut             | 1                  | 0                  |
| Decisión           | 0                  | 1                  |
| ------------------ | ------------------ | ------------------ |

| Resultado | Récord | Oponente        | Método              | Evento               | Fecha                 | Ronda | Tiempo | Localización         | Notas                 |  |
| --------- | ------ | --------------- | ------------------- | -------------------- | --------------------- | ----- | ------ | -------------------- | --------------------- |  |
| Derrota   | 1-1    | Eddie Alvarez   | Decision (Dividida) | BKFC 41              | 29 de abril de 2023   | 5     | 2:00   | Broomfield, Colorado | Peso Welter.          |  |
| Victoria  | 1-0    | Joshuah Alvarez | TKO (Puñetazos)     | BKFC: KnuckleMania 2 | 19 de febrero de 2022 | 4     | 1:34   | Hollywood, Florida   | Debut en peso Ligero. |  |